# August Ludwig Christian Isensee
August Ludwig Christian Isensee (* 5. September 1743 in Köthen; † 26. Juni 1824 ebenda) war ein deutscher Kirchenlieddichter. Er wirkte als Hofprediger und Oberpfarrer in Köthen. Außerdem gab er mit anderen 1793 das Gesangbuch für das Fürstentum Anhalt-Köthen heraus. Für das Gesangbuch hat er zahlreiche ältere Lieder überarbeitet und ein eigenes gedichtet.

## Werke
- Auf! hinauf! bedrängte Seele (Melodie nach Auf! hinauf! zu deiner Freude von Johann Kaspar Schade)